# Cloostårnet
Cloostårnet er et 60 m højt observationstårn, som er placeret i Vandværksskoven ved Pikkerbakkerne umiddelbart sydvest for Frederikshavn og 2,5 km nordvest for Gærum.
Tårnet blev opført på foranledning af konsul og købmand Christian Cloos (1863-1941), der i sit testamente skænkede Frederikshavn arealet omkring Flade Bakker og en større sum penge til opførelse af et udsigtstårn til minde om sine forældre.
Testamentet indeholdt klausulen, at tårnet skulle stå færdigt inden 50 år efter faderens død. Faderen, Christian Ludvig Cloos, døde 1912, og tårnet blev indviet d. 18. april 1962.
Projekteringen af tårnet var ikke uden problemer, og medførte en lang og til tider temmelig hed politisk debat i Frederikshavn. Diskussionen gik bl.a. på, om tårnet skulle udstyres med en roterende restaurant. Resultatet blev, at tårnet ikke fik sin restaurant, men det blev konstrueret, så den senere kan tilbygges.
Opgaven med at opføre tårnet blev lagt i hænderne på den frederikshavnske arkitekt og Kgl. bygningsinspektør Leopold Teschl.
Fra tårnets tre udsigtsplatforme, der befinder sig ca. 160 m over havets overflade, og som nås enten via elevator eller de 315 trappetrin, er der en smuk udsigt over Frederikshavn, Kattegat og store dele af Vendsyssel. I klart vejr kan man se til Skagen i nord, Rubjerg Knude i vest og den Jyske Ås i syd. Mod øst kan man i Kattegat se øerne Kølpen, Deget, Hirsholmene og Læsø.
Tårnet blev i 2003 renoveret, hvor bl.a. hele panoramafladen blev udskiftet.